# Palazzo d'Aquino di Caramanico al Chiatamone
Il Palazzo d'Aquino di Caramanico al Chiatamone è un palazzo storico di Napoli, ubicato in via Chiatamone, nel quartiere San Ferdinando.
Il palazzo venne probabilmente costruito agli inizi del XVII secolo e successivamente fu la residenza temporanea del viceré Iñigo Vélez de Guevara. Nel tempo ebbe vari cambi di proprietà. Un'incisione di Etienne Giraud del 1771 (nel quale è chiamato Palazzo Marotti; in quanto all'epoca il proprietario era il duca di Castelnuovo, Alessandro Marotta) ci permette di vedere l'aspetto che possedeva all'epoca: il palazzo allora si presentava come un edificio di soli tre piani dal pregevole portale cuspidato ricoperto di bugne; mentre le finestre del piano ammezzato erano munite di grate "protettive" e quelle dei due piani superiori sormontate da eleganti timpani che si alternavano in forme triangolari e curve. Agli inizi dell'Ottocento venne acquistato (e lo testimonia il Catasto "murattiano" del 1815) dai D'Aquino, principi di Caramanico, i quali all' epoca possedevano anche una grandiosa villa a San Giorgio a Cremano. I D'Aquino attuarono un profondo rifacimento del palazzo (forse in seguito ai danni del terremoto del 1805): venne innalzato fino a quattro piani; mentre il portale cuspidato a bugne di gusto barocco venne sostituito da un sobrio portale in piperno dall'arco a tutto sesto. Sempre i D'Aquino (che tutt'oggi ne abitano alcune porzioni) realizzarono nei primi decenni del secolo scorso un'ulteriore sopraelevazione di un piano e mezzo che rende asimmetrico il profilo della facciata.
Ci visse nei suoi ultimi anni Bartolommeo Capasso, ricordato con una lapide posta nel 1904 sulla facciata.

## Altre immagini

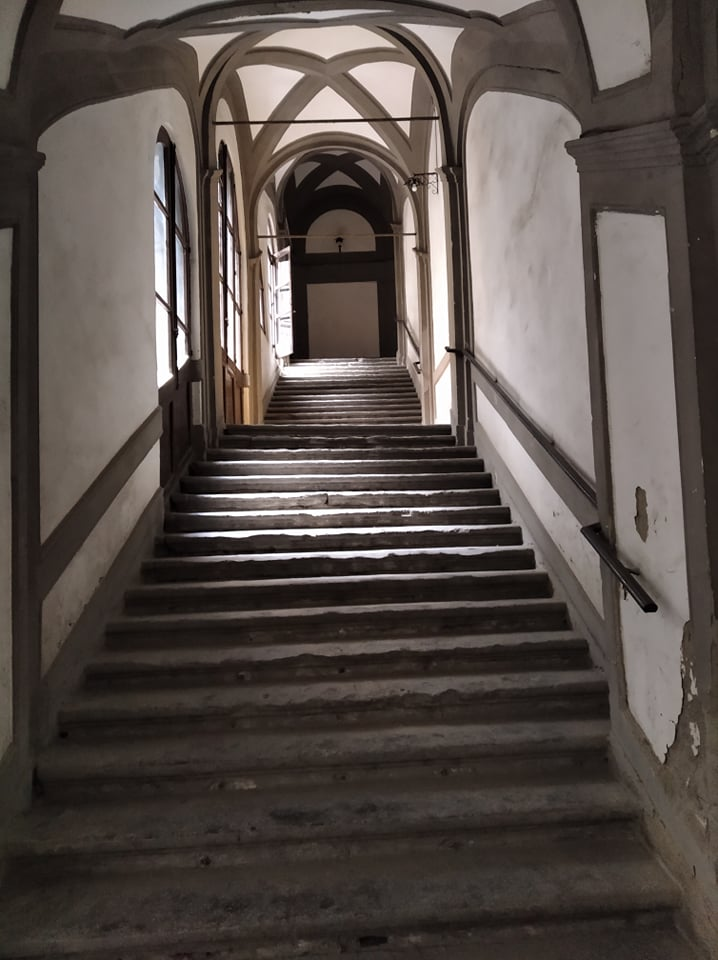
Lo scalone principale
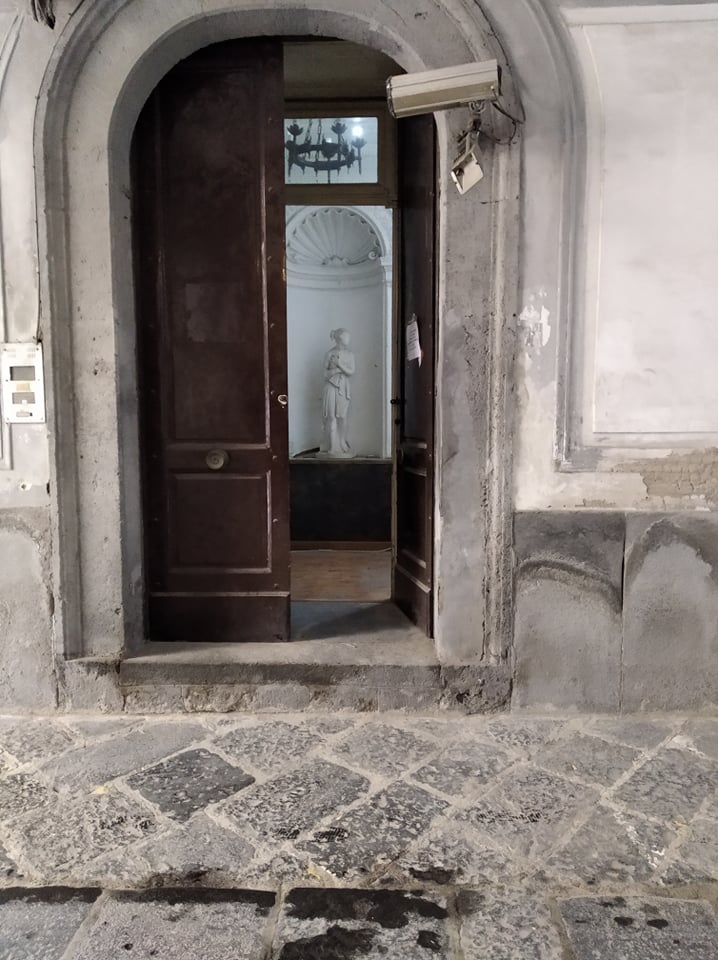
Statua in una nicchia